# Brandon Brine
Brandon Brine (nacido el 13 de mayo de 1992 en Adelaida, Australia) es un jugador de baloncesto de nacionalidad australiano. Con 1.98 de estatura, su puesto natural en la cancha es la de alero.

## Trayectoria
El alero se formó en los Lethbridge Pronghorns canadienses. El australiano destaca por su capacidad para anotar y rebotear, siendo un jugador rápido y con un notable salto. En la última temporada de Brine con los Horns promedió 19 puntos y 6,7 rebotes, en los 30 minutos que jugó a lo largo de los 23 partidos que disputó.
En agosto de 2016 ficha por el San Pablo Inmobiliaria Burgos, siendo su primera experiencia profesional.